# Casinaria teshionis
Casinaria teshionis är en stekelart som först beskrevs av Tohru Uchida 1928.  Casinaria teshionis ingår i släktet Casinaria och familjen brokparasitsteklar. Inga underarter finns listade.